# Bernard Archard
Bernard Archard est un acteur et metteur en scène anglais, né à Londres — Quartier de Fulham — (Angleterre) le 20 août 1916, mort à Witham Friary (Somerset, Angleterre) le 1er mai 2008.

## Biographie
Il est issu d'une famille de joailliers qui faisaient affaire dans le quartier de Mayfair à Londres dès le milieu du XIXe siècle. Son arrière-grand-père Henry Archard est connu pour ses horloges. Il débute à la fin des années 1930 au théâtre, où il est surtout acteur (notamment dans plusieurs pièces de William Shakespeare), mais également metteur en scène.
Au cinéma, il apparaît entre 1958 et 1990, notamment dans une adaptation au cinéma en 1971 (réalisée par Roman Polanski) de Macbeth, pièce de Shakespeare qu'il joue au théâtre en 1980-1981, à Londres, aux côtés notamment de Peter O'Toole.
À la télévision, il participe à des séries et téléfilms entre 1957 et 1994.

## Filmographie partielle

### au cinéma
- 1960 : Le Village des damnés (Village of the Damned) de Wolf Rilla
- 1962 : Mot de passe : courage (The Password is Courage) d'Andrew L. Stone
- 1963 : Le Dernier de la liste (The List of Adrian Messenger) de John Huston
- 1968 : Enfants de salauds (Play Dirty) d'André de Toth
- 1970 : Les Horreurs de Frankenstein (The Horror of Frankenstein) de Jimmy Sangster
- 1970 : Song of Norway d'Andrew L. Stone
- 1970 : Fragment of Fear de Richard C. Sarafian
- 1971 : Macbeth (The Tragedy of Macbeth) de Roman Polanski
- 1973 : Chacal (The Day of the Jackal) de Fred Zinnemann
- 1980 : Le Commando de Sa Majesté (The Sea Wolves) de Andrew V. McLaglen
- 1983 : Krull de Peter Yates
- 1985 : Allan Quatermain et les mines du roi Salomon (King Solomon's Mines) de J. Lee Thompson
- 1990 : Secret défense (Hidden Agenda) de Ken Loach

### à la télévision
séries, sauf mention contraire
- 1961-1966 : Destination Danger (Danger Man), Saison 1, épisode 31 Une fuite (The Leak, 1961) ; Saison 3, épisode 17 La Jeune Fille qui avait peur (I can only offer you Sherry, 1966)
- 1965-1968 : Première série Chapeau melon et bottes de cuir (The Avengers), Saison 4, épisode 6 Les Aigles (The Master Minds, 1965) de Peter Graham Scott ; Saison 6, épisode 5 Double personnalité (Split !, 1968) de Roy Ward Baker
- 1966 : Doctor Who, Saison 4, épisode 3 « The Power of the Daleks » (part. 1 à 6, 1966)
- 1969 : Le Complot du silence (en) (Run a Crooked Mile), téléfilm de Gene Levitt
- 1972 : Prince Noir ou Les Aventures de Black Beauty (The Adventures of Black Beauty), Saison 1, épisode 8 Le Duel (The Duel)
- 1973 :  Maîtres et valets (Upstairs, Downstairs), Saison 3, épisode 10 What the Footman saw
- 1975 : Doctor Who, Saison 13, épisode 3 « Pyramids of Mars » (part. 1 à 4, 1975)
- 1983 : Les Professionnels (The Professionals), Saison 5, épisode 10 Un certain Quinn (A Man called Quinn)

## Théâtre (sélection)
pièces jouées à Londres, sauf mention contraire

### comme acteur
- 1938-1939 : La Mégère apprivoisée (The Taming of the Shrew) de William Shakespeare, avec Pamela Brown, Peter Glenville, Robert Helpmann, Roger Livesey
- 1979-1980 : The Case of the Oily Levantine (en) d'Anthony Shaffer (à Bath)
- 1980-1981 : Le Marchand de Venise (The Merchant of Venice) de William Shakespeare, avec Timothy West (à Londres et Bristol)
- 1980-1981 : Macbeth de William Shakespeare, mise en scène de Bryan Forbes, avec Brian Blessed, Peter O'Toole
- 1980-1981 : Lancelot and Guinevere de Gordon Honeycombe (en), avec Timothy West

### comme metteur en scène
- 1953-1954 : Down came a Blackbird de Peter Blackmore (à Bath)